# Lijst van Groninger kerken

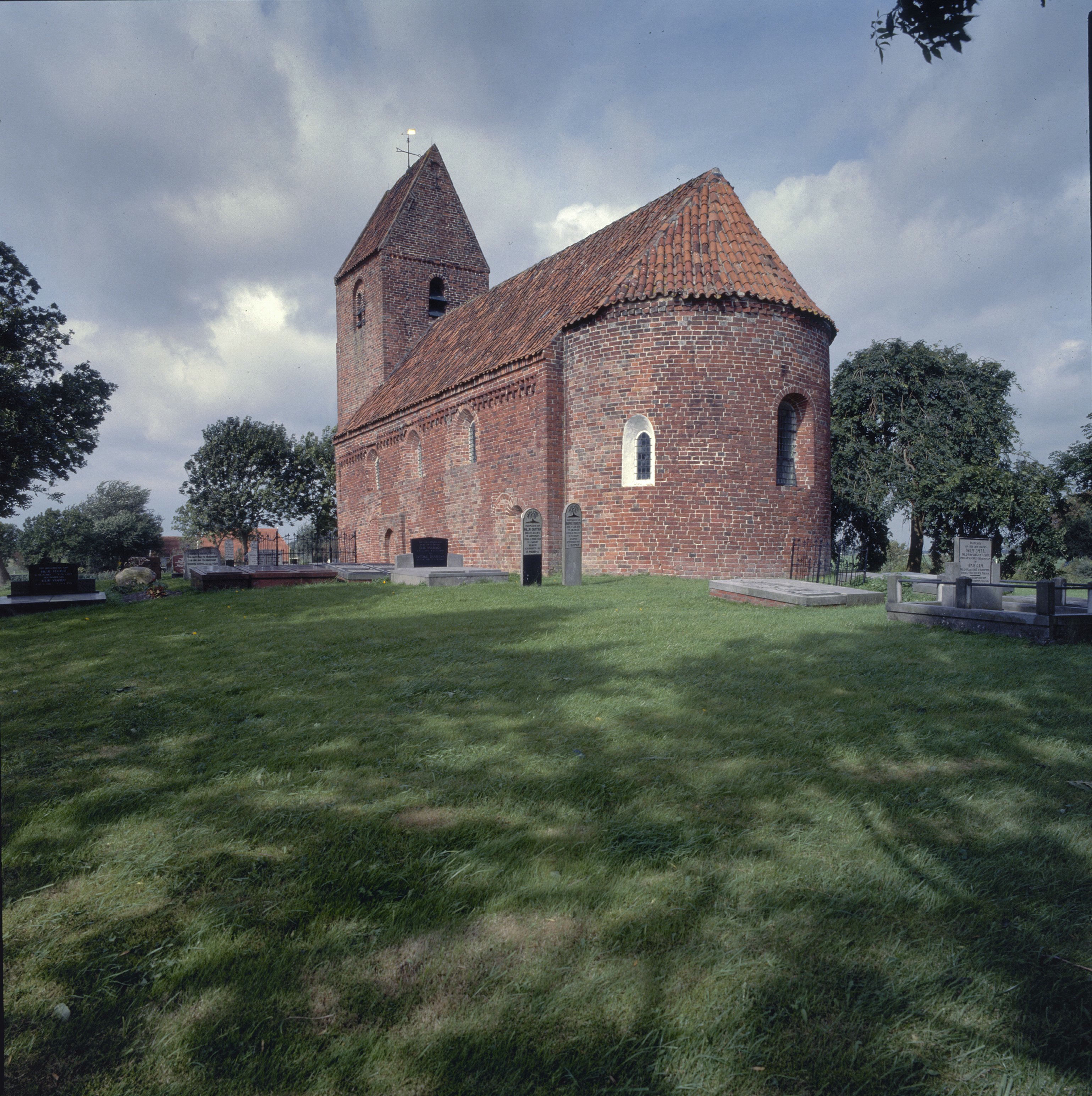
Kerkje van Marsum

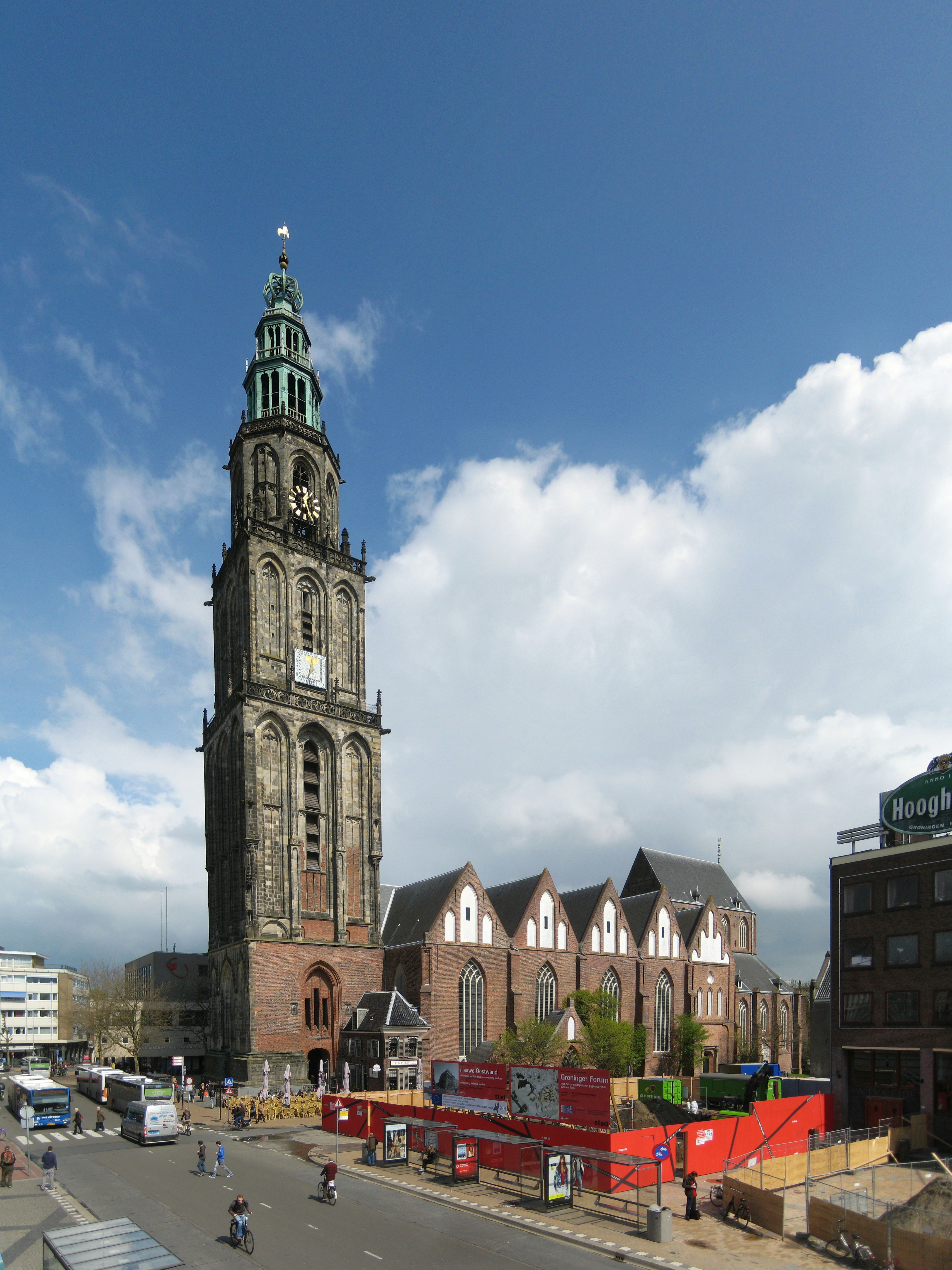
Martinikerk Groningen

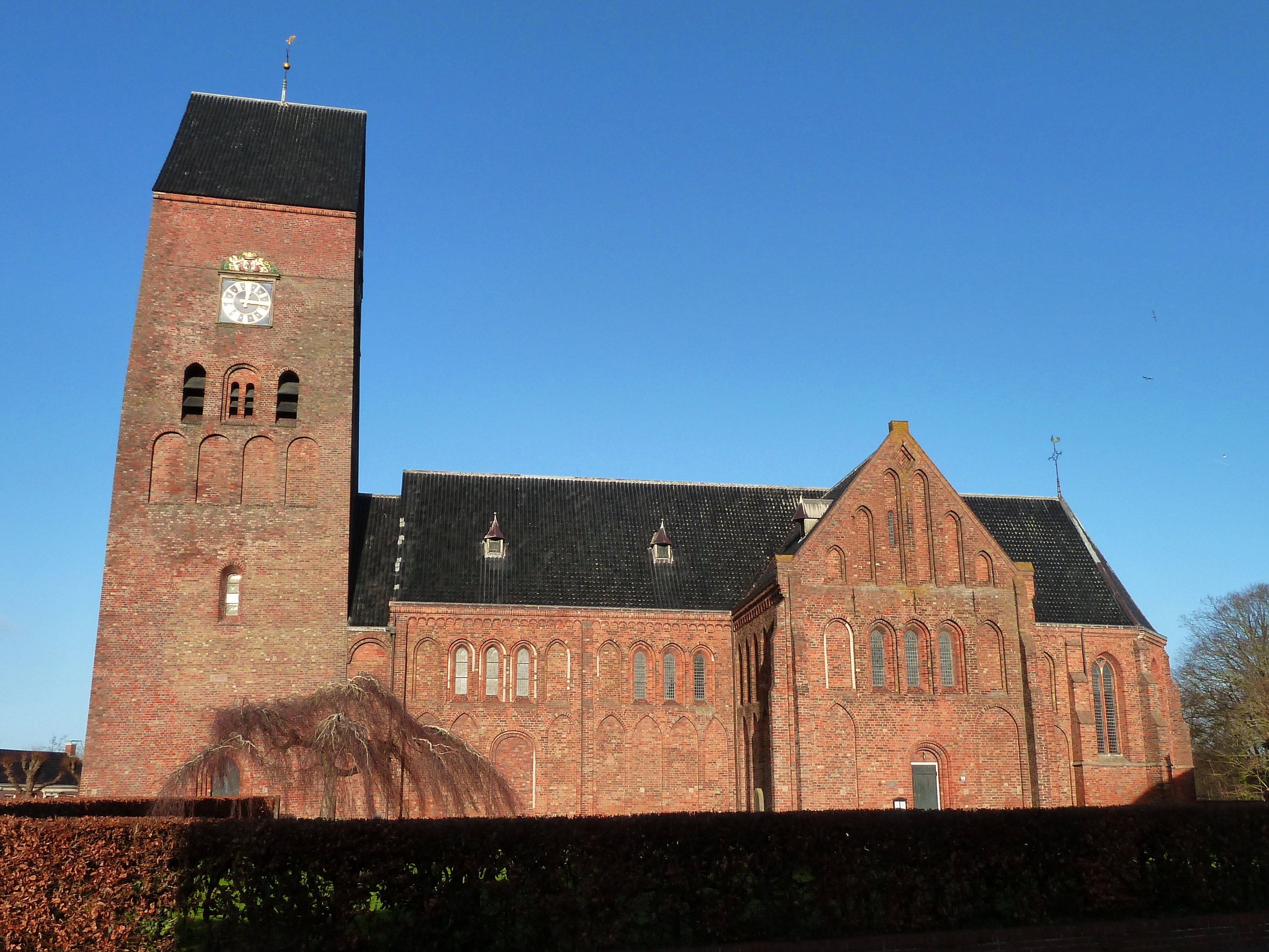
Bartholomeuskerk Stedum

Van de middeleeuwse borgen, steenhuizen en boerderijen in de provincie Groningen is een deel bewaard gebleven. Vaker zijn de kerken in stand gebleven. Met name in de twaalfde en dertiende eeuw werden in Groningen veel kerken gebouwd, waarbij een eigen stijl werd ontwikkeld: de romanogotiek. Deze stijl geeft de Groninger kerken een geheel eigen karakter binnen Nederland. Dezelfde stijl werd ook toegepast direct over de Duitse grens in het Oost-Friese deel van Nedersaksen, en in beperkte mate in de Nederlandse provincie Friesland.
De verwantschap met Oost-Friesland heeft ook een kerkhistorische achtergrond. Het grootste deel van de provincie maakte in de Middeleeuwen deel uit van het bisdom Münster. Samen met het westen van Oost-Friesland vormden de Ommelanden het aartsdiakonaat Frisia, dat onder leiding stond van een officiaal. Dit aartsdiakonaat was onderverdeeld in decanaten of proosdijen, waarvan er zes in de Ommelanden lagen. Dit betrof de proosdijen Oldehove of Humsterland (waartoe ook de Achtkarspelen behoorde), Leens of De Marne, Usquert, Loppersum en Farmsum, alsmede en het personaat van Baflo, dat ook Middag met het grondgebied van het klooster Aduard omvatte. Deze indeling weerspiegelt de oudste kerkstichtingen. Ieder decanaat was weer verdeeld in enkele seendstoelen of kerkelijke rechtbanken. De dorpen binnen het indultum van Loppersum vormden een afzonderlijk rechtsgebied, waarover de officiaal weinig te zeggen had. 
Westerwolde en een deel van het Reiderland hoorden bij het bisdom Osnabrück. Onder het decanaat of aartsdiaconaat van Friesland (dat ook een aantal dorpen in het zuiden van Oost-Friesland en het aangrenzende Emsland omvatte) vielen de seendstoelen van Winschoten (oorspronkelijk Ulsda) en Onstwedde.
De stad Groningen en het Gorecht behoorden tot het bisdom Utrecht en vielen onder het decanaat Drenthe. De landdeken van Drenthe had hier echter weinig te zeggen: de parochies in het Gorecht stonden feitelijk onder het gezag van de persona of hoofdpastoor van de Martinikerk, die werd benoemd door het stadsbestuur en de stadsgeestelijken. De persona mocht zich op zijn beurt niet bemoeien met de geestelijken van de Der Aa-kerk.
Deze middeleeuwse indeling bleef intact tot de instelling van het bisdom Groningen in 1559, waarvan de feitelijke reorganisatie pas in 1568 ter hand werd genomen.
Niet alle kerken hebben de tijd ongeschonden doorstaan. Uitbreidingen, bouwkundige schade en ongelukkige restauraties maken het vaak lastig om de historische vormen te herkennen. De schade kan zijn ontstaan door ondoordachte beslissingen, maar ook door de gevolgen van overstromingen, grondverzakkingen of branden. Ook geldgebrek bij kerkbesturen en de veranderde eisen die men aan het kerkgebouw stelde, hebben hun sporen nagelaten. Toch bepalen de meeste kerken nog steeds het dorpsgezicht. Een groot aantal daarvan heeft de status van rijksmonument. Niet alle kerken zijn meer als godshuis in gebruik; een flink aantal is overgegaan in eigendom van de Stichting Oude Groninger Kerken.

## Geschiedenis
Groningen kwam - in het voetspoor van de Frankische veroveringen -  vanaf het einde van de achtste eeuw onder invloed van het christendom te staan. De eerste kerken in de Ommelanden zijn waarschijnlijk de stichtingen van Liudger. Westerwolde werd gekerstend vanuit het Duitse Emsland. De eerste kerken waren eenvoudige houten bouwwerken. Restanten van dergelijke kerken zijn op verschillende plaatsen opgegraven.
Onbekend is wie in de stad Groningen als eerste het christendom heeft gepreekt. De eerste kerk heeft zeer waarschijnlijk op de plaats van de huidige Martinikerk gestaan en wordt gedateerd in de achtste eeuw. De eerste stenen kerk verrees waarschijnlijk op dezelfde plaats. Deze kerk uit geïmporteerde tufsteen werd in de vroege tiende eeuw gebouwd. De fundamenten daarvan zijn door Albert Egges van Giffen teruggevonden.
Naast de eerste Maartenskerk verrezen ook andere stenen kerken in de provincie. Daarvan zijn echter weinig sporen bewaard gebleven. Enkele kerkgebouwen bevatten nog elementen uit de elfde of twaalfde eeuw.
De twaalfde en met name de dertiende eeuw vormen de bloeiperiode in de Groninger kerkenbouw. Waar eerst nog tufsteen het belangrijkste bouwmateriaal is wordt de baksteen meer en meer het basismateriaal. De mogelijkheden van het bouwen met baksteen blijken bijna onbegrensd. De Groningers ontwikkelen een geheel eigen stijl die bekend wordt als Romanogotiek. Dezelfde periode kenmerkt zich ook door het grote aantal kloosterstichtingen in de provincie.
In de veertiende en vijftiende eeuw worden er beduidend minder nieuwe kerken gebouwd. Pas na de reductie van Groningen wordt er eind zestiende, begin zeventiende eeuw weer een aanzienlijk aantal nieuwe, nu protestantse kerken gebouwd, met name in opdracht van het  Groninger stadsbestuur dat de ontwikkeling van de Veenkoloniën controleert. Soms zijn het rijke families die geld ter beschikking stellen voor de bouw van een kerk. 
Katholieke kerken worden pas weer in de negentiende eeuw gebouwd. Naast die in de stad worden deze met name gebouwd in de Veenkoloniën en in enclaves als Kloosterburen, Uithuizen en Wehe-Den Hoorn. Na de Afscheiding van 1834 (die begon in Ulrum) worden er in de 19e en 20e eeuw ook een groot aantal gereformeerde en christelijk-gereformeerde kerken gebouwd.

## Patroonheiligen
Bij de stichting van een middeleeuwse parochie, in Groningen meestal als kerspel aangeduid, werd de dorpskerk gewijd aan de patroonheilige. De namen van veel patroonheiligen zijn na de Reductie van 1594 in de vergetelheid geraakt. De gereformeerde kerk wenste de herinnering aan het katholicisme uit te bannen. Dikwijls bleef hun afbeelding op kerkzegels, pastoorszegels en klokken bewaard, soms werd hun naam verbonden met kerkelijke goederen, maar soms trok men daaruit ook verkeerde conclusies. In enkele gevallen heeft men de heilige op het zegel niet kunnen identificeren, bijvoorbeeld in Eexta (ridder met zwaard en hart), Meeden (een bisschop zonder attributen) en Noordbroek (een krijgsman met lans en wapenschild waarop soms een kerk, meestal het wapen van de pastoor of predikant staat afgebeeld). Ook het boek van M.D. Ozinga, Voorloopige lijst der Nederlandsche monumenten uit 1933 heeft de nodige verwarring gesticht. De dorpskerken van Uithuizen, Zuidbroek en vermoedelijk ook Onstwedde werden in de 20e eeuw vernoemd naar andere heiligen dan de patroonheiligen aan wie de kerk oorspronkelijk was gewijd.
Ook van een aantal verdwenen kerken is de patroonheilige bekend. Dit betreft Beijum (Petrus), Fletum (wellicht Maria en Odulfus), Lagemeeden (Maria), Houwingaham (Jacobus de Meerdere), Klein-Termunten (...ianus, wellicht Fabianus of Kilianus), Oost-Finsterwolde (Nicolaas), Ranum (Catharina), Scharmer (Petrus), Selwerd (Maria), Toornwerd (Catharina), Ulsda (Lambertus), Watum (Nicolaas), Weiwerd (Pancratius), Wierum (Johannes de Doper of Nicolaas, met seendgerecht) en Winschoten-Sint-Vitusholt (Vitus) en Wolfsbarge (mogelijk Johannes de Doper).
Dat geldt tevens voor de kapellen van Bedum (Radfridus), Dallingeweer (wellicht Catharina), Enumatil (Anna), Helpman (Heilig Sacrament), Kropswolde (Maria) en Solwerd (Heilig Sacrament). Enkele van deze kerken of kapellen vormden het centrum van een bedevaart, met name Bedum, Helpman, Kropswolde, Solwerd en Wolfsbarge. In Lagemeeden werd een arm van de heilige Margaretha aanbeden; in de voormalige Augustijnenkerk van Appingedam het Heilig Kruis. Daarnaast is een flink aantal heiligen bekend waarvan de naam verbonden was met een vicarie of een prebende en een speciaal altaar in de dorpskerk.
Sommige patroonheiligen fungeerden tevens als patroonheilige voor het hele landschap. zoals in de heiligen van Aduard, Appingedam, Baflo, Leens, Middelstum, Termunten en mogelijk Vlagtwedde. Onbekend is welke patroonheiligen corresponderen met het zegel van Vredewold (mogelijk Joris) en het contrazegel van Fivelingo (mogelijk Liudger). Het Westerdeel van Fivelingo had als patroonheilige (Maria).

### Corpus Roemeling
Dankzij het levenswerk van Otto D.J. Roemeling (1937-2017) zijn de historische gegevens over de middeleeuwse kerken in de noordelijke provincies, hun patroonheiligen, priesters en eerste predikanten nu voor het grote publiek ontsloten. De Fryske Akademy heeft het werk online toegankelijk gemaakt via de website Corpus Roemeling (zie ook de literatuurlijst).

## Lijst van kerken
In de lijst wordt alfabetisch per plaats de kerk genoemd met vermelding van bouwperiode en indien bekend, de oorspronkelijke patroonheilige. Tevens worden bijzonderheden van de betreffende kerk vermeld. In de lijst zijn ook de verdwenen kerken opgenomen, voor zover deze een lemma op wikipedia hebben.
| Plaats                    | Naam                                   | Patroon                                                                                     | stichtingsjaar                 | Bijzonderheden | Afbeelding |
| ------------------------- | -------------------------------------- | ------------------------------------------------------------------------------------------- | ------------------------------ | --- | ---------- |
| Adorp                     | Hervormde kerk                         | Dionysius                                                                                   | 13e eeuw                       | |            |
| Aduard                    | Kloosterkerk                           | Bernardus (betreft het klooster, tevens patroon van Middag)                                 | 12e eeuw                       | restant van het grootste klooster in Noord Nederland |            |
| Aduard                    | kerkje van Harkema                     |                                                                                             | 20e eeuw                       | kerk gebouwd als hobby door boer Harkema |            |
| Appingedam                | Nicolaïkerk                            | Maria (tevens patroonheilige van Fivelingo), later met Nicolaas, ten slotte alleen Nicolaas | 13e eeuw                       | De huidige kerk heeft een voorganger gehad. Binnen Groningen zijn enkel de Martinikerk en Aa-kerk in stad groter; tot 1594 seendstoel, tevens centrale vergaderplaats voor Fivelingo |            |
| Appingedam                | Sint-Nicolaaskerk                      | Nicolaas                                                                                    | 20e eeuw                       | Kerk nu in gebruik als Lunchroom 't kerkje, voormalige pastorie rijksmonument |            |
| Appingedam                | Synagoge                               |                                                                                             | 19e eeuw                       | Van 1945 tot 2013 in gebruik bij Gereformeerde kerk vrijgemaakt. In 2015 gerestaureerd. |            |
| Appingedam                | Gereformeerde kerk                     |                                                                                             | 20e eeuw                       | Amsterdamse school (1928) |            |
| Appingedam                | Molukse kerk Eben-Haëzer               |                                                                                             | 20e eeuw                       | Eerste Molukse kerk van Nederland |            |
| Bad Nieuweschans          | Garnizoenskerk                         |                                                                                             | 1751                           | Deed dienst als kerk voor de in Bad Nieuweschans gelegerde militairen |            |
| Baflo                     | Sint-Laurentiuskerk                    | Laurentius (tevens patroonheilige van Halfambt)                                             | 12e eeuw                       | een van de oudste kerken in de provincie, tufsteen secundair gebruikt; zetel van de persona van Baflo, wiens decanaat zich uitstrekte over Halfambt, Ubbega en Middag; tot 1594 seendstoel; vanaf de 15e eeuw tot 1594 tevens zetel van een kalende broederschap voor het Halfambt                                                                |            |
| Baflo                     | Immanuëlkerk                           |                                                                                             | 19e eeuw                       | Voormalige gereformeerde kerk, thans PKN |            |
| Bedum                     | Walfriduskerk                          | Maria, Paulus en Walfridus, later alleen Walfridus                                          | 11e eeuw                       | scheve toren; de kerk was in middeleeuwen een bedevaartsoord in verband met de relieken van Walfridus; tot 1594 vermoedelijk steenstoel; in de 15e eeuw zetel van een kapittel met vijf kanunniken |            |
| Bedum                     | Goede Herderkerk                       |                                                                                             | 20e eeuw                       | combinatie van Amsterdamse school en Delftse school |            |
| Bedum                     | Maria ten Hemelopneming                | Maria                                                                                       | 19e eeuw                       | |            |
| Beerta                    | Hervormde kerk                         | Bartholomeus, op kerspelzegel na 1609 Laurentius                                            | 15e/16e eeuw                   | |            |
| Bellingwolde              | Magnuskerk                             | Magnus                                                                                      | 14e eeuw                       | volgens overlevering gebouwd in 1509 ter vervanging van eerdere kerk, gewijd aan Jacobus de Meerdere; dit betreft echter Houwingaham |            |
| Bellingwolde              | Rehoboth                               |                                                                                             | 1918                           | Voormalige Gereformeerde kerk, nu kerkelijk centrum PKN |            |
| Bierum                    | Sebastiaankerk                         | Sebastianus en Fabianus (niet zeker)                                                        | 13e eeuw                       | steunbeer, gereduceerd westwerk, schilderingen; tot 1594 seendstoel |            |
| Bierum                    | Gereformeerde kerk                     |                                                                                             | 19e eeuw                       | |            |
| Blijham                   | Hervormde kerk                         |                                                                                             | 18e eeuw                       | kerk verving 16e-eeuwse kerk die bouwvallig werd als gevolg van een anti-verlichtingsgezind oproer in 1781 |            |
| Boerakker                 | Gereformeerde kerk                     |                                                                                             | 20e eeuw                       | |            |
| Borgsweer                 | Hervormde kerk                         | Nicolaas                                                                                    | 19e eeuw                       | vervanging van kerk uit begin 17e eeuw |            |
| Bourtange                 | Hervormde kerk                         |                                                                                             | 19e eeuw                       | vervanging van kerk uit begin 17e eeuw, was oudste hervormde kerk in Groningen |            |
| Breede                    | Hervormde kerk                         | Andreas                                                                                     | 12e/14e eeuw                   | onder de pleisterlaag een romanogotische zaalkerk |            |
| Delfzijl                  | Hervormde kerk                         |                                                                                             | 19e eeuw                       | Waterstaatkerk als opvolger van de Garnizoenskerk |            |
| Delfzijl                  | Gereformeerde kerk                     |                                                                                             | 20e eeuw                       | Groninger variant van de Amsterdamse School |            |
| Delfzijl                  | Sint-Jozefkerk                         |                                                                                             | 20e eeuw                       | |            |
| Den Andel                 | Hervormde kerk                         | Nicolaas                                                                                    | 13e eeuw                       | |            |
| Den Ham                   | Hervormde kerk                         |                                                                                             | 18e eeuw                       | kerk herbouwd met materiaal van oudere kerk |            |
| Den Horn                  | Hervormde kerk                         |                                                                                             | 19e eeuw                       | gebouwd na afbraak kerk in Lagemeeden |            |
| De Wilp                   | Plantsoenkerk                          |                                                                                             | 19e eeuw                       | |            |
| Doezum                    | Gereformeerde kerk                     |                                                                                             | 20e eeuw                       | |            |
| Doezum                    | Hervormde kerk                         | Vitus                                                                                       | 12e eeuw                       | gedeeltelijk gereduceerd westwerk, toren romaans, tufsteen |            |
| Dorkwerd                  | Hervormde kerk                         |                                                                                             | 17e eeuw                       | waarschijnlijk oudere voorganger uit 13e eeuw; tot 1594 hield hier een seendgerecht zitting |            |
| Eenrum                    | Hervormde kerk                         | Fabianus en Sebastianus                                                                     | 12e eeuw                       | oudste deel tufsteen, toren 17e eeuw |            |
| Eenum                     | Hervormde kerk                         | Andreas                                                                                     | 12e eeuw                       | geldt als een van de oudste baksteenkerken van Groningen |            |
| Eexta                     | Hervormde kerk                         | mogelijk Menardus                                                                           | 19e eeuw                       | gesloopt in 2010, eerdere kerk uit 13e eeuw gesloopt in 1870 |            |
| Engelbert                 | Hervormde kerk                         | Fabianus                                                                                    | 16e eeuw                       | |            |
| Enumatil                  | Nederlandse Gereformeerde kerk         |                                                                                             | 20e eeuw                       | |            |
| Enumatil                  | Gereformeerde kerk                     |                                                                                             | 20e eeuw                       | |            |
| Eppenhuizen               | kerk van Eppenhuizen                   | Nicolaas                                                                                    | 19e eeuw                       | Middeleeuwse kerk afgebroken, preekstoel uit 1755 |            |
| Ezinge                    | Hervormde kerk                         | Petrus                                                                                      | 13e eeuw                       | kerk met losstaande toren op wierde die onderzocht is door van Giffen |            |
| Farmsum                   | Hervormde kerk                         | mogelijk Gangulphus                                                                         | 19e eeuw                       | Waterstaatskerk ter vervanging van gesloopte voorganger; hoofdplaats van de proosdij Farmsum, die oostelijk Fivelingo en het Oldambt omvatte; tot 1594 seendstoel |            |
| Feerwerd                  | Jacobuskerk                            | Jacobus de Meerdere                                                                         | 13e eeuw                       | |            |
| Finsterwolde              | Hervormde kerk                         | Stefanus                                                                                    | 13e eeuw                       | toren uit 1822 |            |
| Foxham                    | Sint-Martinuskerk                      | Martinus                                                                                    | 19e eeuw                       | in 1991 buiten gebruik |            |
| Foxhol                    | Petruskerk                             | Petrus                                                                                      | 20e eeuw                       | Moluks-evangelische gemeente |            |
| Fransum                   | Hervormde kerk                         |                                                                                             | 13e eeuw                       | kerkje op wierde midden in het land, schip romaans |            |
| Garmerwolde               | Hervormde kerk                         | Dionysius                                                                                   | 13e eeuw                       | gedeeltelijk bewaard gebleven romanogotische kruiskerk |            |
| Garnwerd                  | Sint-Ludgerkerk                        | Liudger                                                                                     | 13e eeuw                       | koor romanogotisch |            |
| Garrelsweer               | Hervormde kerk                         | Nicolaas                                                                                    | 20e eeuw                       | |            |
| Garsthuizen               | Hervormde kerk                         | Pancratius                                                                                  | 19e eeuw                       | oudere kerk, wellicht 13e-eeuws, gesloopt. Plannen de kerk te restaureren niet uitgevoerd en inmiddels gesloopt. |            |
| Godlinze                  | Gereformeerde kerk                     |                                                                                             | 20e eeuw                       | |            |
| Godlinze                  | Pancratiuskerk                         | Pancratius                                                                                  | 13e eeuw                       | toren oudste deel van kerk, tufsteen, orgel van Arp Schnitger |            |
| Grijpskerk                | Doopsgezinde vermaning                 |                                                                                             | 19e eeuw                       | Het best verstopte kerkje in de provincie Groningen |            |
| Grijpskerk                | Hervormde kerk                         | Antonius                                                                                    | 16e eeuw                       | eerste kerk in 1582 verwoest tijdens 80-jarige oorlog, in 1605 weer opgebouwd |            |
| Groningen                 | Der Aa-kerk                            | Maria en Nicolaas                                                                           | 13e eeuw                       | tweede parochiekerk van de stad, orgel van Arp Schnitger |            |
| Groningen                 | Broerkerk                              |                                                                                             | 13e eeuw                       | kerk van het Franciscanerklooster, later Academiekerk. Gesloopt in 1895 om plaats te maken voor de Martinuskerk |            |
| Groningen                 | Doopsgezinde kerk                      |                                                                                             | 19e eeuw                       | ter plaatse eerder houten schuilkerk |            |
| Groningen                 | Helperkerk                             |                                                                                             | 1900/1938                      | |            |
| Groningen                 | Sint-Franciscuskerk                    | Franciscus van Assisi                                                                       | 20e eeuw                       | gemeentelijk monument |            |
| Groningen                 | Heilig Hartkerk                        | Allerheiligst Hart van Jezus                                                                | 20e eeuw                       | behalve de toren, gesloopt in 1994 |            |
| Groningen                 | Immanuelkerk                           |                                                                                             | 20e eeuw                       | |            |
| Groningen                 | Sint-Jozefkerk                         | Martinus en Jozef                                                                           | 19e eeuw                       | gebouwd als parochiekerk, sinds sloop Martinuskerk kathedraal van Groningen |            |
| Groningen                 | Luthersekerk                           |                                                                                             | 17e eeuw                       | |            |
| Groningen                 | Martinikerk                            | Martinus en wellicht Otger                                                                  | 13e eeuw                       | meerdere voorgangers, oudste kerk in stad; zetel van de persona van Groningen, Go en Wold; van 1318 tot 1594 tevens zetel van een kalende broederschap; de kerk stond tevens centraal in de bedevaarten naar de arm van Johannes de Doper, die hier sinds de 13e eeuw werd bewaard; in de 16e eeuw werd tevens Onze Lieve Vrouw ter Nood vereerd. |            |
| Groningen                 | Sint-Martinuskerk                      | Martinus                                                                                    | 19e eeuw                       | kathedraal van bisdom Groningen, gesloopt in 1982 voor de bouw van de UB |            |
| Groningen                 | Molukse kerk                           |                                                                                             | 20e eeuw                       | |            |
| Groningen                 | Nieuwe Kerk                            |                                                                                             | 17e eeuw                       | oudste als hervormde kerk gebouwde kerk in stad |            |
| Groningen                 | Oosterkerk                             |                                                                                             | 20e eeuw                       | als Gereformeerde kerk gebouwd rijksmonument, in gebruik als Nederlandse Gereformeerde kerk. |            |
| Groningen                 | Opstandingskerk                        |                                                                                             | 20e eeuw                       | |            |
| Groningen                 | Paterskerk                             | Onbevlekte Ontvangenis van Maria                                                            | 19e eeuw                       | Jezuïetenkerk, gesloopt in 1962 |            |
| Groningen                 | Pelstergasthuiskerk                    | Heilige Geest                                                                               | 13e eeuw                       | oudste deel van het Pelstergasthuis |            |
| Groningen                 | Pepergasthuiskerk                      | Gertrudis van Nijvel                                                                        | 15e eeuw                       | kapel van het Pepergasthuis |            |
| Groningen                 | Refajahkerk                            |                                                                                             | 20e eeuw                       | |            |
| Groningen                 | Remonstrantse kerk                     |                                                                                             | 19e eeuw                       | Nu kantoor van Stichting Oude Groninger Kerken |            |
| Groningen                 | San Salvatorkerk                       | San Salvator                                                                                | 20e eeuw                       | gemeentelijk monument |            |
| Groningen                 | Sint-Walburgkerk                       | Walburga                                                                                    | 12e eeuw                       | gesloopt in de 17e eeuw, in 20e eeuw opgraving door van Giffen, locatie op Martinikerkhof aangegeven |            |
| Groningen                 | Stadsparkkerk                          |                                                                                             | 20e eeuw                       | gemeentelijk monument |            |
| Groningen                 | Synagoge                               |                                                                                             | 20e eeuw                       | |            |
| Groningen                 | Westerkerk                             |                                                                                             | 20e eeuw                       | gesloopt in 1995 |            |
| Groningen                 | Zuiderkerk                             |                                                                                             | 20e eeuw                       | gebouwd als Gereformeerde kerk,na sluiting in 1983 verbouwd tot appartementencomplex |            |
| Grootegast                | Hervormde kerk                         |                                                                                             | 17e eeuw                       | |            |
| Haren                     | Nicolaaskerk                           | Nicolaas                                                                                    | 13e eeuw                       | deels romaans.In de toren een overwelfde verdieping, waarschijnlijk oude kapel. |            |
| Haren                     | H. Nicolaaskerk                        | Nicolaas                                                                                    | 20e eeuw                       | |            |
| Harkstede                 | Hervormde kerk                         |                                                                                             | 17e eeuw                       | opvolger van kerk uit 13e eeuw |            |
| Hellum                    | Walfriduskerk                          | Walfridus                                                                                   | 11e/13e eeuw                   | speklagen van tufsteen en baksteen |            |
| Heveskes                  | Hervormde kerk                         | Andreas                                                                                     | 13e eeuw                       | laatste restant van het dorp op industrieterrein |            |
| Holwierde                 | Hervormde kerk                         | Stefanus                                                                                    | 11e eeuw                       | Kerk uitgebreid in 13e/14e eeuw; tot 1594 seendstoel |            |
| Hoogezand                 | Damkerk                                |                                                                                             | 17e eeuw                       | gebouwd in opdracht van de stad |            |
| Hoogkerk                  | Hervormde kerk                         | Maria en wellicht Ulrich                                                                    | 13e eeuw                       | |            |
| Hoogkerk                  | Theresiakapel                          | Theresia van Lisieux                                                                        | 20e eeuw                       | gemeentelijk monument, ontwerp van A.Th. van Elmpt |            |
| Hornhuizen                | Hervormde kerk                         | Maria en/of Nicolaas                                                                        | 15e eeuw (toren)               | Kerk 1850, toren deels ingestort in 1815, klok uit de voormalige kerk van Ranum |            |
| Huizinge                  | Janskerk                               | Johannes de Doper                                                                           | 13e eeuw                       | Romanogotische kerk met rond koor (apsis), gewelfschilderingen. |            |
| Jukwerd                   | Hervormde kerk                         | Barbara                                                                                     | 19e eeuw                       | |            |
| Kantens                   | Antonius- of Vituskerk                 | Vitus, de vicarie was gewijd aan Antonius                                                   | 13e eeuw                       | steunbeer tegen de toren; hier legden de redgers van het Oosterambt de eed af |            |
| Kantens                   | Gereformeerde kerk                     |                                                                                             | 20e eeuw                       | thans Christelijk-Gereformeerde kerk, rijksmonument ontworpen door B. Jager |            |
| Kiel-Windeweer            | Hervormde kerk                         |                                                                                             | 18e eeuw                       | gebouwd in opdracht van de stad; thans restaurant |            |
| Klein Wetsinge            | Hervormde kerk                         |                                                                                             | 19e eeuw                       | gebouwd ter vervanging van tufstenen kerk in Sauwerd en de kerk in Groot Wetsinge |            |
| Kloosterburen             | Nicolaaskerk                           | Nicolaas                                                                                    | 13e eeuw, herbouwd in 19e eeuw | |            |
| Kloosterburen             | Sint-Willibrorduskerk                  |                                                                                             | 19e eeuw                       | |            |
| Kolham                    | Hervormde kerk                         | Juliana                                                                                     | 17e eeuw                       | |            |
| Kopstukken                | Onze-Lieve-Vrouw van Lourdeskerk       |                                                                                             | 20e eeuw                       | |            |
| Krewerd                   | Mariakerk                              | Maria                                                                                       | 13e eeuw                       | in de kerk orgel uit 1531, het oudste nog bespeelbare orgel in Nederland. |            |
| Kropswolde                | Hervormde kerk                         | Jacobus de Meerdere                                                                         | 18e eeuw                       | de pastoor werd in de 15e eeuw plebaan genoemd |            |
| Leegkerk                  | Hervormde kerk                         |                                                                                             | 13e eeuw                       | deels romanogotisch. Na oorlogsgeweld in begin 16e eeuw hersteld in gotische stijl. |            |
| Leek                      | Hervormde kerk                         |                                                                                             | 17e eeuw                       | |            |
| Leens                     | Petruskerk                             | Petrus (tevens patroonheilige van De Marne) en Paulus                                       | 12e eeuw                       | tufsteen, orgel van A.A. Hinsz; hoofdplaats van de proosdij De Marne ; tot 1594 hield hier een seendgerecht zitting; gevens legden de redgers hier hun eed af; vanaf de 15e tot 1594 eeuw tevens zetel van een kalendebroederschap |            |
| Leens                     | Gereformeerde kerk                     |                                                                                             | 19e eeuw                       | |            |
| Leermens                  | Donatuskerk                            | Donatus, Sebastianus en Fabianus                                                            | 11e eeuw                       | tufsteen wijst op hoge ouderdom, romanogotisch koor; hier legden de rechters van oostelijk Fivelingo de eed af |            |
| Lellens                   | Hervormde kerk                         |                                                                                             | 17e eeuw                       | |            |
| Lettelbert                | Hervormde kerk                         |                                                                                             | 13e eeuw                       | |            |
| Loppersum                 | Petrus en Pauluskerk                   | Petrus en Paulus                                                                            | vroege 13e eeuw                | eerdere kerk aangetoond uit 11e eeuw; hoofdplaats van de proosdij Loppersum, die westelijk Fivelingo omvatte; hier legden de redgers van westelijk Fivelingo de eed af; tot 1594 seendstoel en hoofdplaats van het indultum van Loppersum; vanaf de 15e eeuw tot 1594 tevens zetel van een kalende broederschap                                   |            |
| Losdorp                   | Hervormde kerk                         | Johannes (de evangelist)                                                                    | 13e eeuw                       | |            |
| Lutjegast                 | Christelijk-Gereformeerde kerk         |                                                                                             | 20e eeuw                       | |            |
| Lutjegast                 | Hervormde kerk                         |                                                                                             | 19e eeuw                       | |            |
| Lutjegast                 | Gereformeerde kerk                     |                                                                                             | 20e eeuw                       | |            |
| Marsum                    | Mauritiuskerk                          | Mauritius                                                                                   | 12e eeuw                       | een van de oudste kerken, romaans icoon. |            |
| Marum                     | Hervormde kerk                         |                                                                                             | 12e eeuw                       | |            |
| Meeden                    | Hervormde kerk                         | misschien Nicolaas                                                                          | 15e eeuw                       | |            |
| Meedhuizen                | Hervormde kerk                         | Laurentius                                                                                  | 13e eeuw                       | toren uit 1803 |            |
| Mensingeweer              | Hervormde kerk                         | mogelijk Johannes de Doper                                                                  | 13e eeuw                       | |            |
| Middelbert                | Martinuskerk                           | Martinus                                                                                    | 13e eeuw                       | |            |
| Middelstum                | Doopsgezinde kerk                      |                                                                                             | 19e eeuw                       | |            |
| Middelstum                | Sint-Hippolytuskerk                    | Maria en Hippolytus (tevens patroonheilige van Oosterambt)                                  | 15e eeuw                       | vanaf circa 1350 tot 1475 hoofdplaats van de proosdij Usquert, mogelijk tevens seendstoel; de pastoor werd ten minste vanaf 1347 plebaan genoemd; mogelijk bestond er tevens een kalende broederschap, het grondbezit daarvan wordt in 1628 genoemd                                                                                               |            |
| Middelstum                | Gereformeerde kerk                     |                                                                                             | 19e eeuw                       | |            |
| Midwolda                  | Viertorenkerk                          | Johannes de Doper                                                                           | 12e eeuw                       | afgebroken in 18e eeuw; tot 1594 seendstoel; tevens centrale vergaderplaats voor het Wold-Oldambt |            |
| Midwolda                  | Hervormde kerk                         |                                                                                             | 18e eeuw                       | |            |
| Midwolde                  | kerk van Midwolde                      | mogelijk Liudger                                                                            | 12e eeuw                       | praalgraf |            |
| Muntendam                 | kerk van Muntendam                     |                                                                                             | 19e eeuw                       | |            |
| Musselkanaal              | Zaalkerk                               |                                                                                             | 20e eeuw                       | Groninger variant van Amsterdamse School |            |
| Musselkanaal              | Sint-Antoniuskerk                      | Antonius van Padua                                                                          | 20e eeuw                       | |            |
| Niebert                   | Hervormde kerk                         |                                                                                             | 14e eeuw                       | |            |
| Niehove                   | Hervormde kerk                         |                                                                                             | 13e eeuw                       | |            |
| Niekerk (Het Hogeland)    | Hervormde kerk                         |                                                                                             | 13e eeuw                       | |            |
| Niekerk (Westerkwartier)  | Hervormde kerk                         | Petrus                                                                                      | 13e eeuw                       | |            |
| Nieuw-Beerta              | Hervormde kerk                         |                                                                                             | 19e eeuw                       | |            |
| Nieuwe Pekela             | Lutherse kerk                          |                                                                                             | 18e eeuw                       | |            |
| Nieuwe Pekela             | Sint-Bonifatiuskerk                    |                                                                                             | 20e eeuw                       | eerdere Bonifatiuskerk, ontworpen door A. Tepe, in 1988 gesloopt, kerk is de laatste gewijde kerk in Bisdom Groningen |            |
| Nieuw-Scheemda            | Hervormde kerk                         | Nehemia                                                                                     | 17e eeuw                       | |            |
| Nieuwolda                 | Hervormde kerk                         |                                                                                             | 18e eeuw                       | |            |
| Niezijl                   | Hervormde kerk                         |                                                                                             | 17e eeuw                       | |            |
| Noordbroek                | Hervormde kerk                         |                                                                                             | 14e eeuw                       | |            |
| Noorddijk                 | Hervormde kerk                         | Stefanus                                                                                    | 13e eeuw                       | |            |
| Noordhorn                 | Hervormde kerk                         |                                                                                             | 13e eeuw                       | |            |
| Noordhorn                 | Doopsgezinde kerk                      |                                                                                             | 19e eeuw                       | |            |
| Noordlaren                | Bartholomeüskerk                       | Bartholomeus                                                                                | 13e eeuw                       | houten voorganger aangetoond |            |
| Noordwijk                 | Hervormde kerk                         |                                                                                             | 14e eeuw                       | |            |
| Noordwolde                | Hervormde kerk                         | Sebastianus                                                                                 | 13e eeuw                       | |            |
| Nuis                      | Hervormde kerk                         |                                                                                             | 13e eeuws seednstoel           | centrale vergaderplaats voor westelijk Vredewold; wellicht tot 1594 tevens seendstoel |            |
| Obergum                   | Hervormde kerk                         | Nicolaas                                                                                    | 13e eeuw                       | |            |
| Oldehove                  | Ludgeruskerk                           | Liudger                                                                                     | 13e eeuw                       | hoofdplaats van de proosdij Humsterland, tot 1594 hield hier een seendgerecht zitting; in de kerk werd in 1529 het landschapszegel van Humsterland bewaard |            |
| Oldehove                  | Gereformeerde kerk                     |                                                                                             | 20e eeuw                       | |            |
| Oldenzijl                 | Hervormde kerk                         | Nicolaas                                                                                    | 13e eeuw                       | |            |
| Ommelanderwijk            | Hervormde kerk                         |                                                                                             | 19e eeuw                       | |            |
| Onderdendam               | Gereformeerde kerk                     |                                                                                             | 20e eeuw                       | |            |
| Onderdendam               | Hervormde kerk                         |                                                                                             | 19e eeuw                       | |            |
| Onnen                     | Gereformeerde kerk (vrijgemaakt)       |                                                                                             | 20e eeuw                       | Sinds december 2021 worden hier geen kerkdiensten meer gehouden. |            |
| Onstwedde                 | Nicolaaskerk                           | vermoedelijk Jacobus de Meerdere, in 1465/76 eenmalig vermeld als Nicolaas                  | 15e eeuw                       | tot 1594 seendstoel |            |
| Oosteinde                 | Hervormde kerk                         |                                                                                             | 19e eeuw                       | |            |
| Oosternieland             | Nicolaaskerk                           | Nicolaas van Myra                                                                           | 13e eeuw                       | |            |
| Oosterwijtwerd            | Hervormde kerk                         | Vincentius, mogelijk met Maria                                                              | 12e/13e eeuw                   | in de kerk bevond zich een Mariabeeld, waarheen tot in de 17e eeuw bedevaarten plaatsvonden; bij de kerk bevond zich tevens een pelgrimshuislagem |            |
| Oostum                    | Kerkje van Oostum                      | Jacobus de Meerdere                                                                         | 13e eeuw                       | |            |
| Oostwold (Westerkwartier) | Hervormde kerk                         | Margaretha                                                                                  | 20e eeuw                       | preekstoel uit 17e eeuw |            |
| Oostwold (Oldambt)        | Hervormde kerk                         | Simon                                                                                       | 18e eeuw                       | |            |
| Opende                    | Hervormde kerk                         | mogelijk Petrus                                                                             | 18e eeuw                       | |            |
| Opwierde                  | Hervormde kerk                         |                                                                                             | 13e eeuw                       | |            |
| Oterdum                   | Hervormde kerk                         | Lambertus                                                                                   | 19e eeuw                       | gesloopt in 1975 |            |
| Oude Pekela               | Hervormde kerk                         |                                                                                             | 17e eeuw                       | |            |
| Oude Pekela               | Sint-Willibrorduskerk                  |                                                                                             | 19e eeuw                       | |            |
| Oudeschans                | Garnizoenskerk                         |                                                                                             | 17e eeuw                       | |            |
| Overschild                | Hervormde kerk                         |                                                                                             | 19e eeuw                       | |            |
| Pieterburen               | Petruskerk                             | Petrus                                                                                      | 15e eeuw                       | |            |
| Pieterburen               | Gereformeerde kerk                     |                                                                                             | 19e eeuw                       | gebouwd als Gereformeerde kerk, sinds 1945 Gereformeerd-vrijgemaakt, in 1998 buiten gebruik. |            |
| Roodeschool               | Gereformeerde kerk                     |                                                                                             | 19e eeuw                       | |            |
| Rottum                    | Kloosterkerk                           |                                                                                             | 19e eeuw                       | |            |
| Saaksum                   | Hervormde kerk                         | Catharina                                                                                   | 19e eeuw                       | herbouw van oudere kerk, toren bewaard |            |
| Saaxumhuizen              | Hervormde kerk                         | Jacobus de Meerdere                                                                         | 13e eeuw                       | |            |
| Sappemeer                 | Doopsgezinde kerk                      |                                                                                             | 19e eeuw                       | |            |
| Sappemeer                 | Koepelkerk                             |                                                                                             | 17e eeuw                       | |            |
| Sappemeer                 | Ontmoetingskerk                        |                                                                                             | 20e eeuw                       | |            |
| Sappemeer                 | Sint-Willibrorduskerk                  | Willibrord                                                                                  | 19e eeuw                       | |            |
| Sauwerd                   | Hervormde kerk                         | Laurentius                                                                                  | 19e eeuw                       | |            |
| Scheemda                  | Hervormde kerk                         | Bartholomeus                                                                                | 16e eeuw                       | |            |
| Schildwolde               | Hervormde kerk                         | mogelijk Michaël                                                                            | 17e eeuw                       | |            |
| Schouwerzijl              | Stenen kerkje                          |                                                                                             | 20e eeuw                       | gebouwd in 1902 als Gereformeerde kerk, in 1945 Vrijgemaakte kerk, buiten gebruik |            |
| Sebaldeburen              | Hervormde kerk                         | misschien Sebaldus                                                                          | 19e eeuw                       | centrale vergaderplaats voor westelijk Langewold, in de kerk werd in 1529 tevens het landschapszegel van bewaard; mogelijk ook tot 1594 seendstoel |            |
| Sellingen                 | Gereformeerde kerk                     |                                                                                             | 1911                           | |            |
| Sellingen                 | Hervormde kerk                         | Misschien Maria of Christophorus                                                            | 14e eeuw                       | |            |
| Siddeburen                | Hervormde kerk                         | Bartholomeus                                                                                | 13e eeuw                       | |            |
| Slochteren                | Hervormde kerk                         |                                                                                             | 13e eeuw                       | huidige kerk is dwarspand van oorspronkelijk gebouw; tot 1594 seendstoel voor zuidelijk Duurswold |            |
| Solwerd                   | Hervormde kerk                         | Jacobus de Meerdere                                                                         | 18e eeuw                       | |            |
| Spijk                     | Gereformeerde kerk                     |                                                                                             | 20e eeuw                       | |            |
| Spijk                     | Hervormde kerk                         | Andreas                                                                                     | 13e eeuw                       | Kerk vrijwel geheel herbouwd in 17e eeuw na brand |            |
| Stadskanaal               | Maria ten Hemelopneming                |                                                                                             | 20e eeuw                       | |            |
| Stadskanaal               | Oosterkadekerk                         |                                                                                             | 19e eeuw                       | |            |
| Stadskanaal               | Poststraatkerk                         |                                                                                             | 20e eeuw                       | |            |
| Stadskanaal               | Semsstraatkerk                         |                                                                                             | 19e eeuw                       | |            |
| Stedum                    | Bartholomeuskerk                       | Bartholomeus                                                                                | 13e eeuw                       | Volgens Karstkarel het hoogtepunt van de Romanogotiek, praalgraf en gewelfschilderingen; tot 1594 seendstoel |            |
| Stitswerd                 | Hervormde kerk                         | Joris                                                                                       | 13e eeuw                       | |            |
| Ten Boer                  | Hervormde kerk                         |                                                                                             | 13e eeuw                       | oorspronkelijk kloosterkerk |            |
| Ten Post                  | Hervormde kerk                         |                                                                                             | 19e eeuw                       | |            |
| Ter Apel                  | Kloosterkerk                           | Maria                                                                                       | 15e eeuw                       | enige middeleeuwse klooster dat deels bewaard bleef in Groningen |            |
| Ter Apel                  | Sint-Willibrorduskerk                  |                                                                                             | 19e eeuw                       | |            |
| Termunten                 | Ursuskerk                              | Ursus (tevens patroonheilige van het Klei-Oldambt)                                          | 13e eeuw                       | De huidige kerk is een restant van een grote kruiskerk; tot 1594 seendstoel, tevens centrale vergaderplaats voor het Klei-Oldambt |            |
| Thesinge                  | Gereformeerde kerk                     |                                                                                             | 19e eeuw                       | |            |
| Thesinge                  | Kloosterkerk                           | Felicitas                                                                                   | 13e eeuw                       | restant van klooster Germania |            |
| Tinallinge                | Hervormde kerk                         | Maria                                                                                       | 13e eeuw                       | |            |
| Tjamsweer                 | Hervormde kerk                         | Sebastianus                                                                                 | 16e eeuw                       | de pastoor werd in 1280 plebaan genoemd |            |
| Tjuchem                   | Hervormde kerk                         |                                                                                             | 20e eeuw                       | Groninger variant van de Amsterdamse School |            |
| Tolbert                   | Hervormde kerk                         | Petrus                                                                                      | 13e eeuw                       | in de kerk werd tot 1531 het landschapszegel van Vredewold bewaard |            |
| Uithuizen                 | Doopsgezinde kerk                      |                                                                                             | 19e eeuw                       | |            |
| Uithuizen                 | Hervormde kerk                         | Dionysius, ten onrechte toegeschreven aan Jacobus de Meerdere                               | 12e eeuw (toren)               | mogelijk tot 1594 seendstoel |            |
| Uithuizen                 | Jacobus de Meerderekerk                | Jacobus de Meerdere                                                                         | 19e eeuw                       | |            |
| Uithuizermeeden           | Gereformeerde kerk                     |                                                                                             | 19e eeuw                       | |            |
| Uithuizermeeden           | Mariakerk                              | Maria                                                                                       | 13e eeuw                       | |            |
| Uitwierde                 | Hervormde kerk                         | Bartholomeus                                                                                | 12e eeuw (toren) kerk 1839     | |            |
| Ulrum                     | Hervormde kerk                         | Catharina                                                                                   | 13e eeuw                       | In deze kerk begon de Afscheiding |            |
| Ulrum                     | Gereformeerde kerk                     |                                                                                             | 19e eeuw                       | |            |
| Usquert                   | Hervormde kerk                         | Petrus en Paulus                                                                            | 13e eeuw                       | tot de 14e eeuw hoofdplaats van de proosdij Usquert; van 1477 tot 1594 zetel van een kalende broederschap |            |
| Veelerveen                | Hervormde evangelisatie                |                                                                                             | 20e eeuw                       | Gesloten in 2005 |            |
| Veendam                   | Grote Kerk                             |                                                                                             | 17e eeuw                       | |            |
| Veendam                   | Onze Lieve Vrouwe ten Hemelopneming    |                                                                                             | 19e eeuw                       | |            |
| Vierhuizen                | Hervormde kerk                         |                                                                                             | 12e/13e eeuw                   | in 2007 gerestaureerd met prijs van BankGiroloterij |            |
| Visvliet                  | Hervormde kerk                         | Gangulphus                                                                                  | 15e eeuw                       | |            |
| Vlagtwedde                | Hervormde kerk                         | mogelijk Nicolaas (tevens patroonheilige van Westerwolde)                                   | 13e eeuw                       | in de middeleeuwen vermoedelijk centrale vergaderplaats voor Westerwolde |            |
| Vledderveen               | Evangelisatiekerk                      |                                                                                             | 20e eeuw                       | |            |
| Vriescheloo               | Hervormde kerk                         | Nicolaas                                                                                    | 18e eeuw                       | |            |
| Wagenborgen               | Hervormde kerk                         | Petrus                                                                                      | 19e eeuw                       | twee eerdere kerken, middeleeuwse kerk afgebroken in 1718 |            |
| Warffum                   | Gereformeerde kerk                     |                                                                                             | 19e eeuw                       | |            |
| Warffum                   | Hervormde kerk                         | Sebastianus en Fabianus                                                                     | 11e/12e eeuw                   | |            |
| Warfhuizen                | Onze Lieve Vrouwe van de Besloten Tuin | Maria, oorspronkelijk Liudger                                                               | 13e eeuw                       | Kluiskapel, meest noordelijke bedevaartplaats in Nederland |            |
| Wedde                     | Hervormde kerk                         |                                                                                             | 13e eeuw                       | voorganger in 11e eeuw genoemd |            |
| Wehe-den Hoorn            | Hervormde kerk                         | Stefanus                                                                                    | 13e eeuw                       | |            |
| Wehe-den Hoorn            | Sint-Bonifatiuskerk                    | Bonifatius                                                                                  | 20e eeuw                       | |            |
| Weiwerd                   | Hervormde kerk                         | Pancratius                                                                                  | 19e eeuw                       | gesloopt omstreeks 1975 |            |
| Westerbroek               | Hervormde kerk                         | mogelijk Andreas of Nicolaas                                                                | eind 19e eeuw                  | Eerdere kerk afgebrand, preekstoel en banken uit oude kerk bewaard |            |
| Westeremden               | Andreaskerk                            | Andreas                                                                                     | 13e eeuw                       | |            |
| Westerlee                 | Hervormde kerk                         | Joris                                                                                       | 18e eeuw                       | |            |
| Westernieland             | Hervormde kerk                         | Maria                                                                                       | eind 13e eeuw                  | |            |
| Westerwijtwerd            | Hervormde kerk                         | Maria                                                                                       | 13e eeuw                       | |            |
| Wildervank                | Lutherse kerk                          |                                                                                             | 17e eeuw                       | |            |
| Wildervank                | Margaretha Hardenbergkerk              |                                                                                             | 17e eeuw                       | |            |
| Wildervank                | Gereformeerde kerk                     |                                                                                             | 20e eeuw                       | |            |
| Winschoten                | Marktpleinkerk                         | Vitus                                                                                       | 13e eeuw                       | tot 1594 seendstoel en vergaderplaats (oorspronkelijk Ulsda) |            |
| Winschoten                | Sint-Vituskerk                         | Vitus                                                                                       | 19e eeuw                       | |            |
| Winsum                    | Torenkerk                              |                                                                                             | 12e eeuw                       | vermoedelijk tot 1594 seendstoel |            |
| Wirdum                    | Hervormde kerk                         |                                                                                             | 13e eeuw                       | |            |
| Wittewierum               | Hervormde kerk                         |                                                                                             | 19e eeuw                       | kerk op locatie van het klooster Bloemhof |            |
| Woldendorp                | Petruskerk                             | Petrus (volgens overlevering), misschien echter Sebastianus                                 | 13e eeuw                       | |            |
| Woltersum                 | Hervormde kerk                         | Johannes de Doper                                                                           | 18e eeuw                       | |            |
| Zandeweer                 | Hervormde kerk                         | Nicolaas                                                                                    | 13e eeuw                       | |            |
| 't Zandt                  | Mariakerk                              | Maria                                                                                       | 13e eeuw                       | romanogotische kerk, gewelfschilderingen |            |
| Zeerijp                   | Jacobuskerk                            | Jacobus de Meerdere                                                                         | 14e eeuw                       | kruiskerk, losse toren uit 15e eeuw |            |
| Zevenhuizen               | Hervormde kerk                         |                                                                                             | 19e eeuw                       | |            |
| Zijldijk                  | Doopsgezinde vermaning                 |                                                                                             | 18e eeuw                       | |            |
| Zuidbroek                 | Petruskerk                             | Augustinus van Hippo, ten onrechte toegeschreven aan Petrus                                 | 13e eeuw                       | een topstuk in de romanogotiek, losse toren |            |
| Zuidhorn                  | Hervormde kerk                         | Sebastianus en Fabianus                                                                     | 12e eeuw                       | oudste deel tufsteen; centrale vergaderplaats voor oostelijk Langewold; mogelijk tevens seendstoel |            |
| Zuidhorn                  | Sint-Jozefkerk                         |                                                                                             | 19e eeuw                       | katholieke kerk, enige parochie in het Westerkwartier |            |
| Zuidwolde                 | Hervormde kerk                         | Nicolaas                                                                                    | 11e eeuw                       | tufsteen gebouw, verlengd in baksteen in 13e eeuw, toren uit 12e eeuw |            |
| Zuurdijk                  | Hervormde kerk                         |                                                                                             | 13e eeuw                       | karakter van de kerk aangetast door restauratie in 1849, bakstenen verdwenen onder pleisterlaag |            |